# Fusicoccum quercinum
Fusicoccum quercinum är en svampart som beskrevs av Ellis & Everh. 1895. Fusicoccum quercinum ingår i släktet Fusicoccum och familjen Botryosphaeriaceae.   Inga underarter finns listade i Catalogue of Life.